# Syrmococcus pecosensis
Syrmococcus pecosensis är en insektsart som beskrevs av Ferris 1953. Syrmococcus pecosensis ingår i släktet Syrmococcus och familjen ullsköldlöss. Inga underarter finns listade i Catalogue of Life.